# Margaret Butler
Margaret Kampschaefer Butler (Evansville, Indiana, 27 de março de 1924 – 8 de março de 2013) foi uma matemática estadunidense, que participou da criação e atualização de programas de computador. Durante o início da década de 1950, Butler contribuiu para o desenvolvimento dos primeiros computadores. Butler foi a primeira mulher fellow da American Nuclear Society e diretora do National Energy Software Center no Argonne National Laboratory. Butler ocupou cargos de liderança em várias organizações científicas e grupos de mulheres. Foi a criadora e diretora do National Energy Software Center, onde operou um intercâmbio para a edição de programas de computador no que diz respeito à energia nuclear e desenvolveu princípios iniciais para a tecnologia de computadores.

## Carreira
Butler começou sua carreira em 1944, trabalhando como estatística no Bureau of Labor Statistics. Enquanto trabalhava lá, também ensinou matemática na Escola de Graduação do Departamento de Agricultura dos Estados Unidos e fez cursos de pós-graduação relacionados à teoria da amostragem. Cerca de um ano depois, ela se juntou às Forças Aéreas do Exército dos Estados Unidos e trabalhou como civil na Alemanha. Retornou aos Estados Unidos após dois anos e começou a trabalhar na Divisão de Reatores Navais do Argonne National Laboratory como matemática júnior. Enquanto trabalhava no Argonne National Laboratory, Butler fez cálculos para os físicos criando um protótipo para um reator submarino e frequentou aulas de física atômica e projeto de reatores. Em 1949 trabalhou no Bureau of Labor Statistics em Minnesota, mas retornou ao Argonne National Laboratory em 1951. Após seu retorno a Argonne, Butler tornou-se matemática assistente na Divisão de Engenharia de Reator e trabalhou no AVIDAC, um computador inicial. Na década de 1950 Butler escreveu software, aplicações de reator, sub-rotinas matemáticas e utilitários para três outros computadores Argonne, ORACLE, GEORGE e UNIVAC. Do final dos anos 1950 ao início dos 1960, ela liderou a Applied Mathematics Division's Application Programming da Argonne. Enquanto trabalhava neste departamento, Butler desenvolveu equipes para corrigir problemas de programa em reatores, biologia, química, física, gerenciamento e aplicações de física de alta energia. Em 1960 Butler trabalhou com outros para estabelecer o Argonne Code Center, que mais tarde se tornou o National Energy Software Center (NESC). Butler mais tarde se tornaria diretora do NESC de 1972 a 1991. Em 1980 Butler foi promovida a Senior Computer Scientist em Argonne. Butler se aposentou oficialmente em 1991, mas continuou a trabalhar na Argonne de 1993 a 2006 como "special term appointee".

## Impacto
Durante seu tempo em Argonne Butler apoiou decididamente suas colegas de trabalho. Mulheres que trabalham em Argonne a descreveram como um modelo com uma presença acolhedora. De acordo com o filho de Margaret, Jay, ela pensava que as mulheres "tinham todas as responsabilidades e nenhuma das autoridades" e tinham que trabalhar "com mais afinco e inteligência", mas ainda assim não eram tratadas como indivíduos. Quando Butler subiu na hierarquia em Argonne, ela contratou mulheres e as recomendou para promoções. Margaret trabalhou com outras mulheres para organizar uma Association for Women in Science (AWIS) em Chicago. Enquanto estava na AWIS, Margaret ocupou cargos no conselho executivo e conduziu duas conferências para alunos do ensino médio, professores e administração.